# Buildwas
Buildwas est une paroisse civile et un village du Shropshire, en Angleterre.